# Eugen Lunde
Eugen Peder Lunde (* 18. Mai 1887 in Oslo; † 17. Juni 1963 ebenda) war ein norwegischer Olympiasieger im Segeln.
Bei den Olympischen Spielen 1920 war in dreizehn Klassen gesegelt worden, wobei in sechs Klassen das einzige teilnehmende Boot auch Olympiasieger wurde. Für die Olympischen Spiele 1924 wurde das Programm auf drei Klassen zusammengestrichen. In der 6-Meter-Klasse waren neun Boote vor Le Havre am Start. Das norwegische Boot Elisabeth V (Konstrukteur: Bjarne Aas) gewann vier der fünf Wettfahrten und Eugen Lunde wurde zusammen mit Christopher Dahl und Anders Lundgren Olympiasieger.
Auch sein Sohn Peder Lunde Senior und sein Enkel Peder Lunde Junior gewannen olympische Medaillen.